# Bruinrode heidelibel
De bruinrode heidelibel (Sympetrum striolatum) is een echte libel uit de familie van de Korenbouten (Libellulidae). Het is een libel van 42 à 44 mm die in vrijwel heel Europa voorkomt. In België en Nederland is het een algemene soort van juli tot oktober. Regelmatig vinden er invasies vanuit het zuiden plaats.

## Kenmerken
De bruinrode heidelibel heeft weinig opvallende kenmerken. De poten zijn zwart met gele strepen. De dijen van de voorste poten zijn meestal driekleurig: zwart-geel-zwart. Het zwarte streepje op het voorhoofd (tussen de ogen) stopt bij de oogranden en loopt niet of nauwelijks langs de oogranden naar beneden (de zogenaamde 'hangsnor' ontbreekt). Vaak is langs de oogranden wel een donker veegje aanwezig. Het mannetje heeft een lang en slank achterlijf, zonder knotsvormige verbreding aan het uiteinde. Uitgekleurde mannetjes krijgen een rood achterlijf, dat meestal minder diep rood is dan bij de bloedrode (Sympetrum sanguineum) en steenrode heidelibel (Sympetrum vulgatum). In zijaanzicht zijn meestal wat zwarte vlekjes op het achterlijf aanwezig. De zijkant van het borststuk verkleurt van geel naar grijsbruin, maar twee vlakjes blijven opvallend geel. Jonge mannetjes en vrouwtjes hebben een geel achterlijf, dat later bij de vrouwtjes verkleurt tot bruin of roodbruin. Aan de zijkant van het achterlijf staan zwarte streepjes, die geen doorlopende streep vormen. De lichaamslengte van volwassen dieren ligt tussen 35 en 44 millimeter.
De larve is 14–18 mm lang.

## Vliegtijd
De vliegtijd van de bruinrode heidelibel is in de nazomer, van eind mei tot eind november, met een piek van eind juli tot eind september. Er zijn sporadische waarnemingen bekend van bruinrode heidelibellen in het (zeer) vroege voorjaar, wat erop wijst dat de soort bij hoge uitzondering als imago kan overwinteren.

## Gedrag en voortplanting
De bruinrode heidelibel heeft een eenjarige levenscyclus en overwintert als ei. De eieren meten circa 0,6 × 0,3 mm; ze hebben een klein aanhangsel op de voorste pool en een gel-achtig omhulsel; ze zijn bleekgeel tot roodbruin. De eieren komen in het voorjaar uit, waarna de larven zich snel ontwikkelen. De larven leven in ondiep water tussen waterplanten en op de bodem, waar ze onder meer op muggenlarven jagen. Uitsluipen vindt plaats vanaf eind mei tot eind september, met een piek van eind juli tot begin september. Bruinrode heidelibellen vertonen ongeveer hetzelfde gedrag als de meeste andere heidelibellen. Jonge dieren zijn in de wijde omtrek van het voortplantingswater aan te treffen, zittend en jagend op kleine insecten in ruige vegetatie. Geslachtsrijpe mannetjes vliegen bij het water en gaan regelmatig zitten op uitstekende stengels in de oevervegetatie. Ze speuren naar vrouwtjes voor de paring. Mannetjes die dichtbij komen worden meestal verjaagd. De eitjes worden vliegend in tandempositie afgezet, in het water.

## Habitat
De bruinrode heidelibel is een pioniersoort die zijn optimale voortplantingsbiotoop vindt in ondiepe poelen die 's zomers geheel of gedeeltelijk uitdrogen en weinig vegetatie hebben. De soort komt echter ook voor in allerlei andere stilstaande en zwak stromende wateren. Plaatsen met veel schaduw worden gemeden. De soort plant zich vaak voort in schaars begroeide ondiepe plasjes, bijvoorbeeld in groeven en natuurontwikkelingsgebieden.

## Verspreidingsgebied
Het verspreidingsgebied van de bruinrode heidelibel loopt oostelijk tot in Japan en zuidelijk tot in Noord-Afrika. De soort komt voor in het grootste deel van Europa, maar in Scandinavië alleen in de zuidelijke helft en in de Baltische Staten schaars. Langs de kust van Schotland, Ierland en Noorwegen komt de ondersoort nigrescens voor, die meer zwart heeft op kop, poten en borststuk. Deze ondersoort wordt soms als aparte soort beschouwd. In Nederland en België kan de bruinrode heidelibel overal worden aangetroffen, maar de dichtheid van deze warmteminnende soort is in het zuiden en in de duinen groter. In zeekleigebieden liggen minder geschikte habitats, zodat de soort daar schaars is. Net als andere heidelibellen is het een zeer mobiele soort, die over lange afstanden en vaak groepsgewijs kan trekken. In de eerste helft van de 20e eeuw zijn daarbij enorme groepen van miljoenen exemplaren waargenomen.

## Verwante en gelijkende soorten
De bruinrode heidelibel kan gemakkelijk verwisseld worden met de steenrode heidelibel (Sympetrum vulgatum), die ook zeer algemeen is en soms op dezelfde plaats voorkomt. Het beste onderscheidende kenmerk is de 'hangsnor': bij de steenrode heidelibel loopt het zwarte streepje tussen de ogen langs de oogranden naar beneden. Bij de bruinrode heidelibel stopt het streepje bij de oogranden, of loopt hooguit een kleine beetje naar beneden. Dit is het best zichtbaar als de kop schuin van voren wordt bekeken. De dijen van de voorste poten zijn bij de bruinrode heidelibel zwart-geel-zwart, bij de steenrode heidelibel meestal zwart-geel, soms met een extra donker veegje. Uitgekleurde mannetjes van de steenrode heidelibel zijn op het eerste gezicht van bruinrode te onderscheiden aan de dieper rode kleur op het achterlijf, een meer knotsvormige verbreding aan het uiteinde van het achterlijf en een egaler bruin borststuk (zonder opvallend gele vlakken aan de zijkant). Vrouwtjes van de steenrode heidelibel zijn herkenbaar aan de legschede die haaks van het achterlijf afstaat, in plaats van schuin.
De veel zeldzamere zuidelijke heidelibel (Sympetrum meridionale) is bleker dan de bruinrode en steenrode heidelibel. De zwarte naden op de zijkanten van het borststuk zijn zeer smal en alleen bovenaan iets breder. De poten hebben slechts dunne zwarte strepen. Het zwarte streepje tussen de ogen is zeer smal en loopt niet of nauwelijks langs de oogranden naar beneden. De legschede van het vrouwtje ligt tegen het lichaam aan en is in zijaanzicht nauwelijks zichtbaar.
Ook in het larvestadium is verwarring mogelijk met de zuidelijke heidelibel. Er zit veel overlap tussen de soorten waardoor herkenning zeer moeilijk is. Verwarring is verder mogelijk met de larve van de bloedrode heidelibel (Sympetrum sanguineum), maar deze heeft kleinere ogen.

## Bedreigingen en bescherming
De soort staat op de Rode Lijst van de IUCN als niet bedreigd, beoordelingsjaar 2007.

## Naamgeving
De wetenschappelijke naam van de soort werd in 1840 als Libellula striolata gepubliceerd door Toussaint von Charpentier.

### Synoniemen
- Libellula ruficollis Charpentier, 1840
- Diplax commixta Selys, 1884
  - Sympetrum commixtum (Selys, 1884)
- Sympetrum subpruinosum Kirby, 1886
- Sympetrum nigrescens Lucas, 1912
- Sympetrum durum Bartenev, 1916

## Beelden

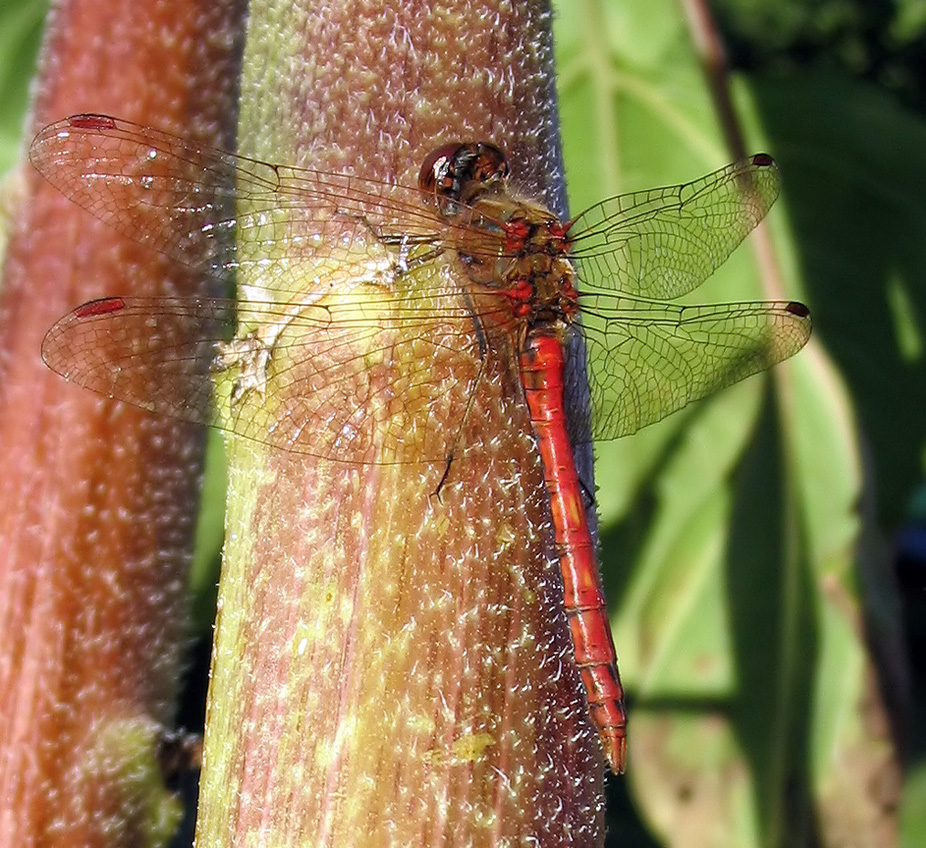
Mannetje
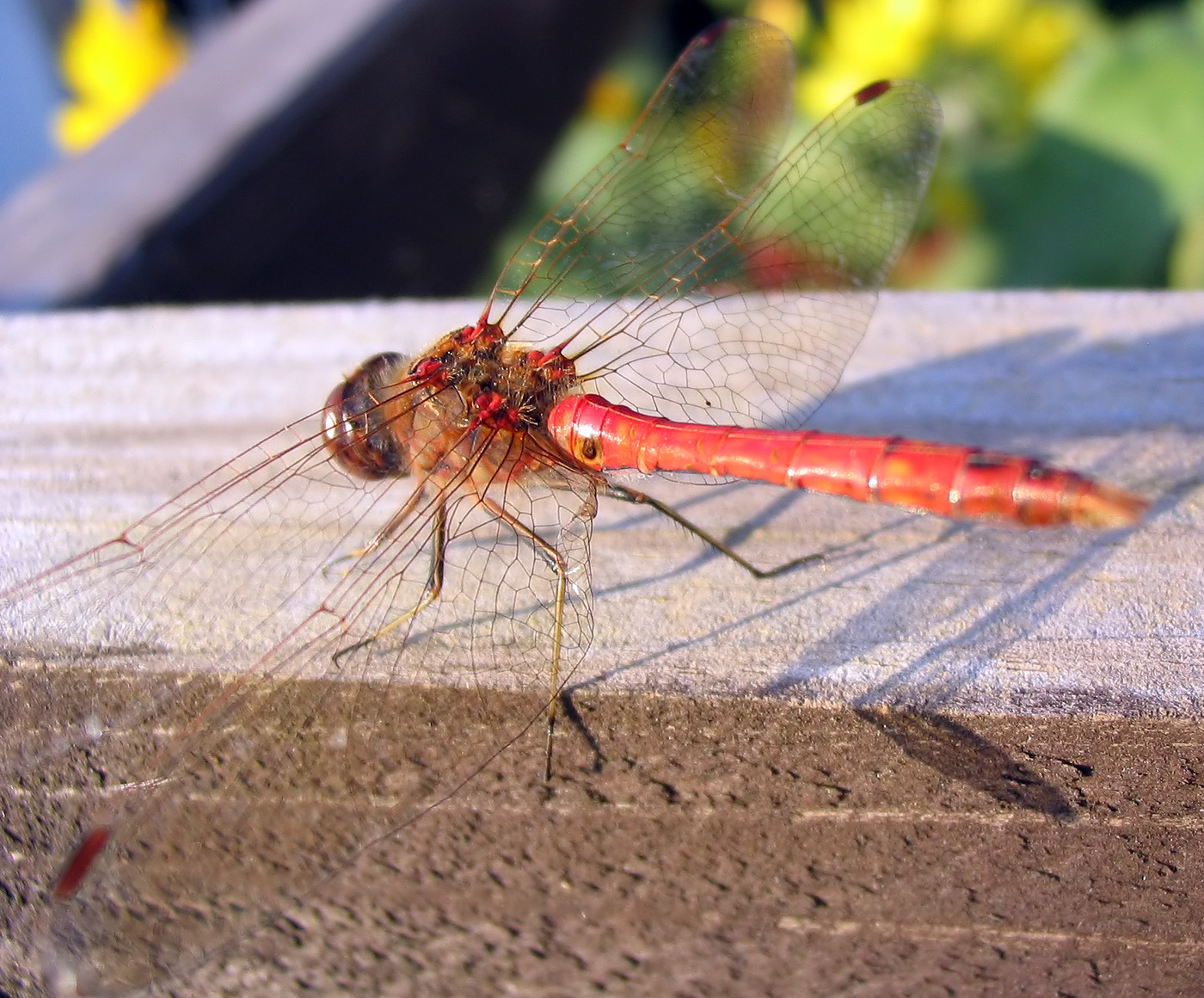
Mannetje
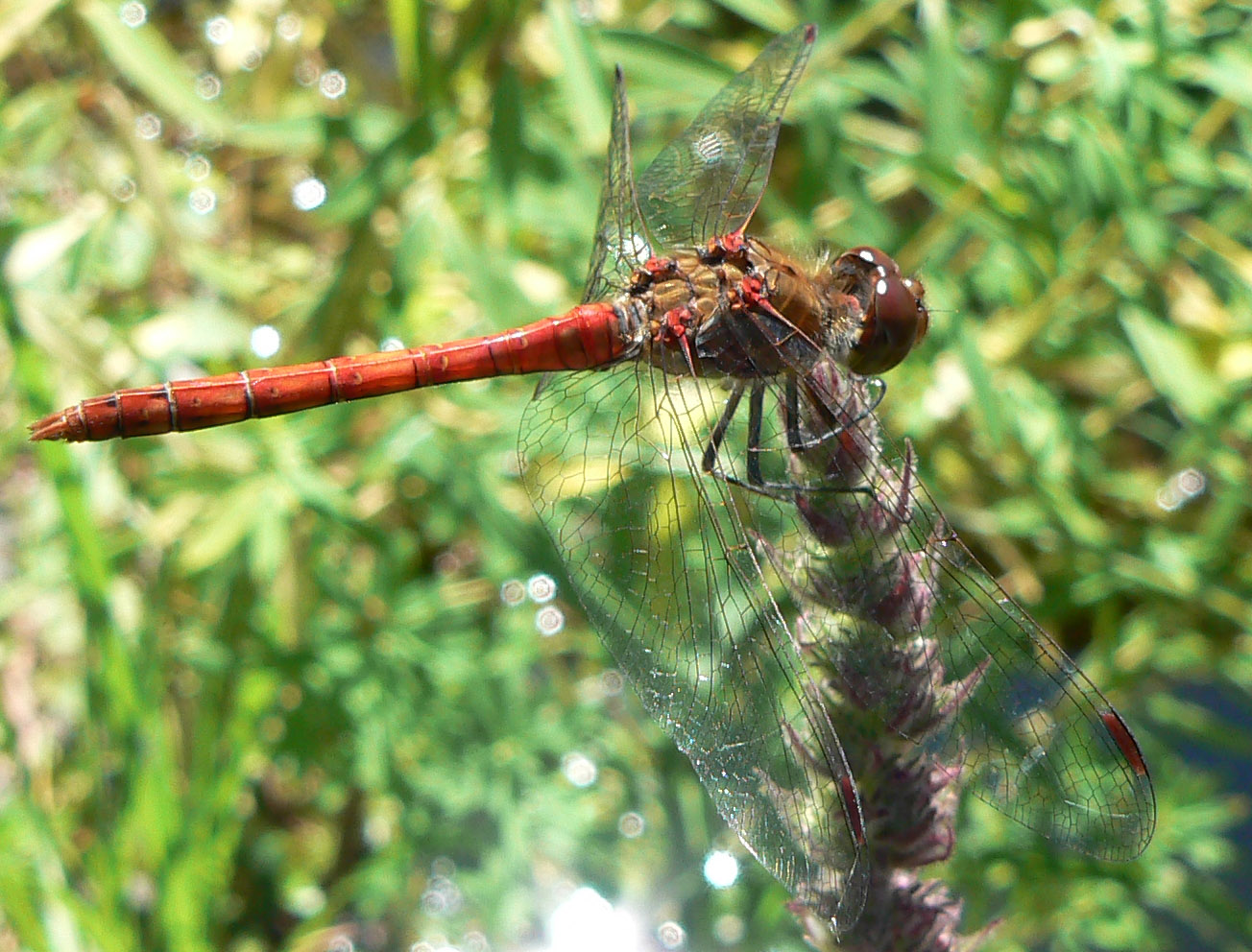
Mannetje
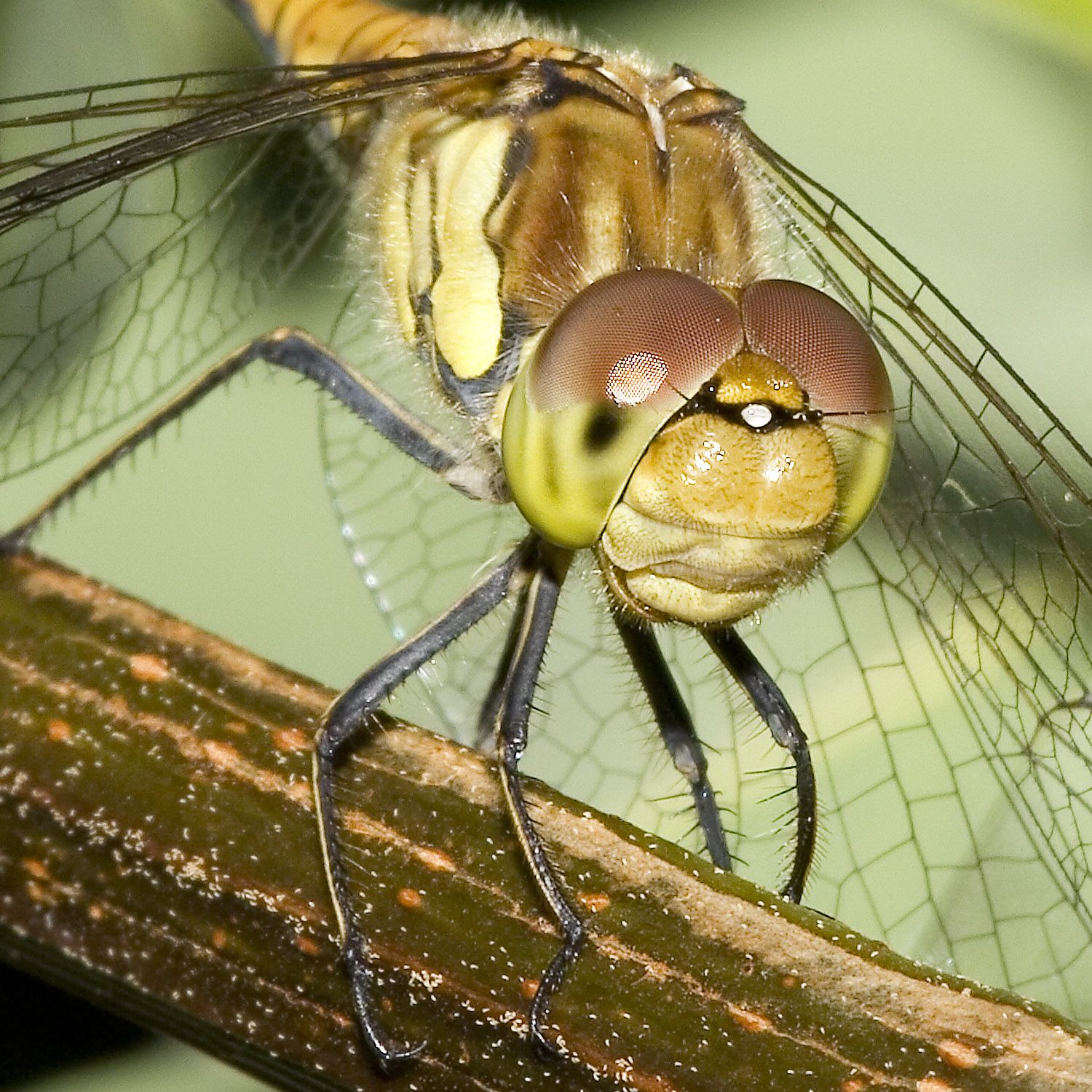
De zwarte streep boven de ogen loopt niet verticaal langs de ogen door
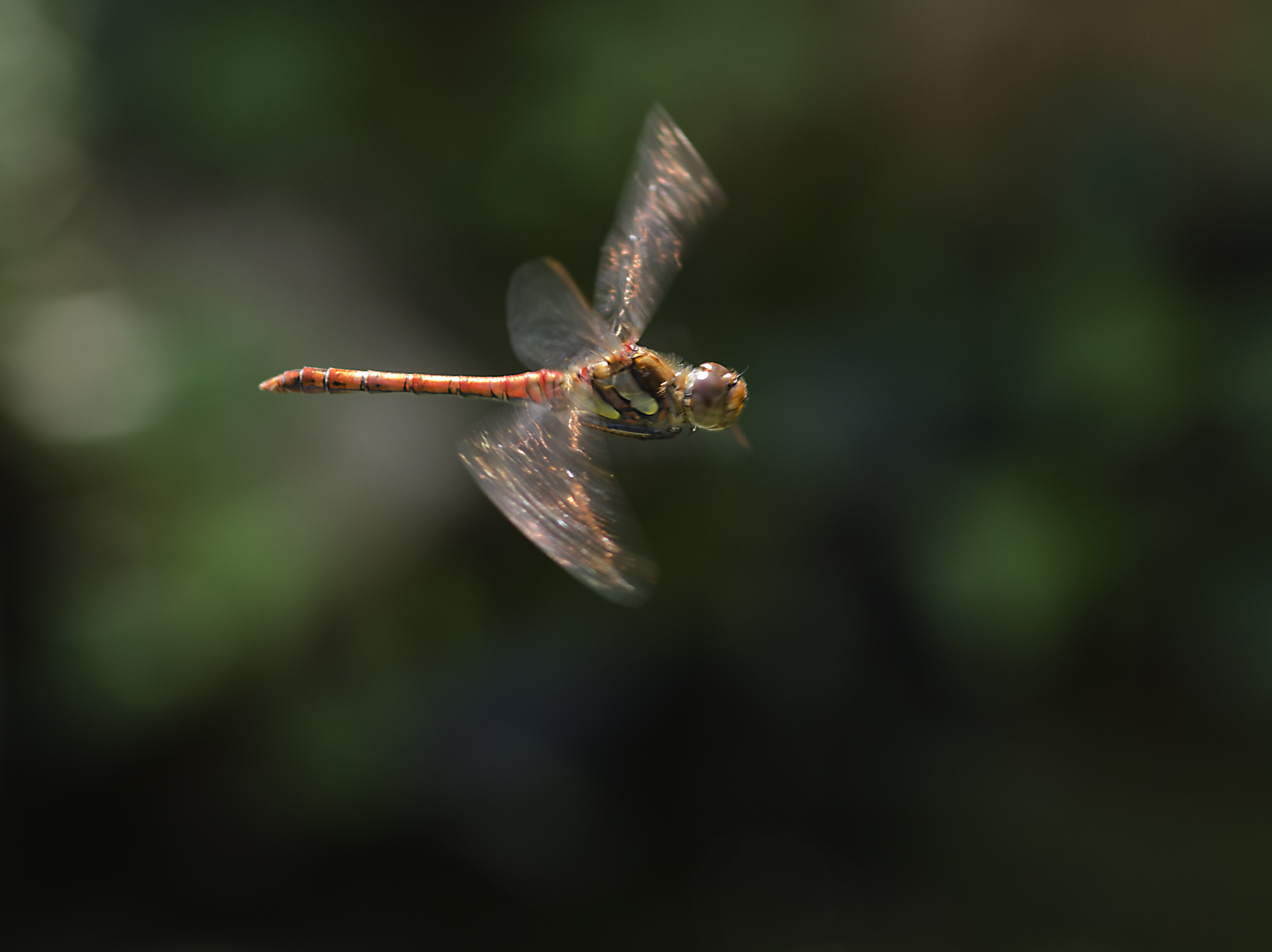